# Hassan Hissein
Hassan Hangattamy Hissein (* 20. Mai 1992 in Wadi Fira) ist ein tschadischer Fußballspieler.

## Karriere

### Verein
Hissein startete seine Karriere in der Ligue de Wadi Fira und wechselte 2004 in die Jugend des Foullah Edifice. Im Frühjahr 2006 wurde er in die erste Mannschaft befördert, die in der Tschad Premier League spielt. Nachdem er in 189 Spielen 105 Tore für Foullah Edifice erzielt hatte, wechselte er im Frühjahr 2013 zum nigerianischen Nigerian-Premier-League-Aufsteiger El-Kanemi Warriors.

### Nationalmannschaft
Hissein spielt für die Tschadische Fußballnationalmannschaft und absolvierte sein Debüt am 1. Juli 2010 gegen die Togoische Fußballnationalmannschaft in Lomé.

## Erfolge
- 2010: Coupe de Ligue de N’Djaména
- 2011: Chad Premier League